# Australocyclops similis
Australocyclops similis – gatunek widłonoga z rodziny Cyclopidae. Opisał go w 1985 australijski hydrobiolog David W. Morton. Miejsce typowe to tymczasowe przydrożne zbiorniki wodne w Fernbank w australijskim stanie Wiktoria.